# Асламазян, Манана Альбертовна
Мана́на Альбе́ртовна Асламазя́н (арм. Մանանա Ալբերտի Ասլամազյան, 10 января 1952, Ереван — 31 августа 2022, там же) — основатель и генеральный директор российской школы журналистики «Интерньюс», член Академии Российского телевидения с 2001 года. Лауреат премии «Медиаменеджер России» 2002 года в специальной номинации «За особые заслуги в развитии медиабизнеса», бывший руководитель фонда «Образованные медиа». Обладатель специального приза Академии Российского телевидения «За личный вклад в развитие российского телевидения» за важнейшую роль в подготовке кадров для регионального телевидения.
Больше 15 лет школа журналистики Internews под руководством Асламазян занималась обучением региональных журналистов России.
С 2007 года проживала в вынужденной эмиграции во Франции.

## Биография
Манана Асламазян родилась 10 января 1952 года в Ереване Армянской ССР. В 1973 году окончила филологический факультет Ереванского государственного университета. С 1974 года проживала в Москве. Работала педагогом по работе со зрителями в Московском театре кукол, затем — администратором в театре на Малой Бронной.
С 1993 года — генеральный директор российского филиала американского фонда «Интерньюс Нетворк».
С 1998 года — член правления «Интерньюс — Интернешнл» и президент «Интерньюс — Европа».
С 2000 года — член Федеральной конкурсной комиссии Министерства Российской Федерации по делам печати, телерадиовещания и средств массовых коммуникаций (МПТР). Исключена из состава комиссии в 2004 году вместе с Владимиром Познером.
С 2002 года — вице-президент Национальной ассоциации телерадиовещателей (НАТ). Исключена из состава в 2007 году.
С 2007 года проходила по делу о контрабанде валюты, ввозимой Мананой Асламазян из Европы для финансирования деятельности возглавляемой ею американской неправительственной организации. Покинула Россию, выехав на постоянное место жительства в Париж. В защиту Асламазян было опубликовано открытое письмо, под которым подписался ряд известных российских тележурналистов. С 2007 года российское отделение «Интерньюс» прекратило свою работу.
В 2008 году Конституционный суд РФ удовлетворил жалобу Асламазян. В результате уголовное дело было переквалифицировано в административное.

## Гибель
Погибла 31 августа 2022 года в Ереване в результате несчастного случая, попав под автомобиль. Похоронена 4 сентября на Николо-Архангельском кладбище в Московской области.